# Instituto Nacional de la Memoria (Eslovaquia)
El Instituto Nacional de la Memoria (eslovaco: Ústav pamäti národa) es una institución pública eslovaca que mantiene los registros policiales del  Estado fascista eslovaco y los regímenes comunistas de la República Socialista Checoslovaca que gobernaron Eslovaquia durante el siglo XX. El Instituto también promueve la investigación sobre estos períodos de la historia eslovaca y educa al público en general sobre esta historia. Publica una revista revisada por Pamäť národa, que actualmente está editada por Róbert Letz El fundador del instituto fue Ján Langoš, quien se desempeñó como director hasta su muerte en un accidente automovilístico en 2006.

## Detalles
Uno de los historiadores del personal de la institución, Martin Lacko, fue despedido en 2016 por promover el Estado eslovaco.

## Comentarios
James Mace Ward comentó que el Instituto Nacional de la Memoria "ha hecho un buen intercambio de publicaciones sobre el estado eslovaco, gran parte de esta beca es de alta calidad. Sin embargo, el enfoque en el estado parece desproporcionado, ya que el archivo del instituto tiene pocas existencias relevantes".

## Otras lecturas
- Nedelsky, Nadya (2016). «“The Struggle for the Memory of the Nation”: Post-Communist Slovakia and its World War II Past». Human Rights Quarterly 38 (4): 969-992. doi:10.1353/hrq.2016.0053.

- Datos: Q3490080